# 財務省

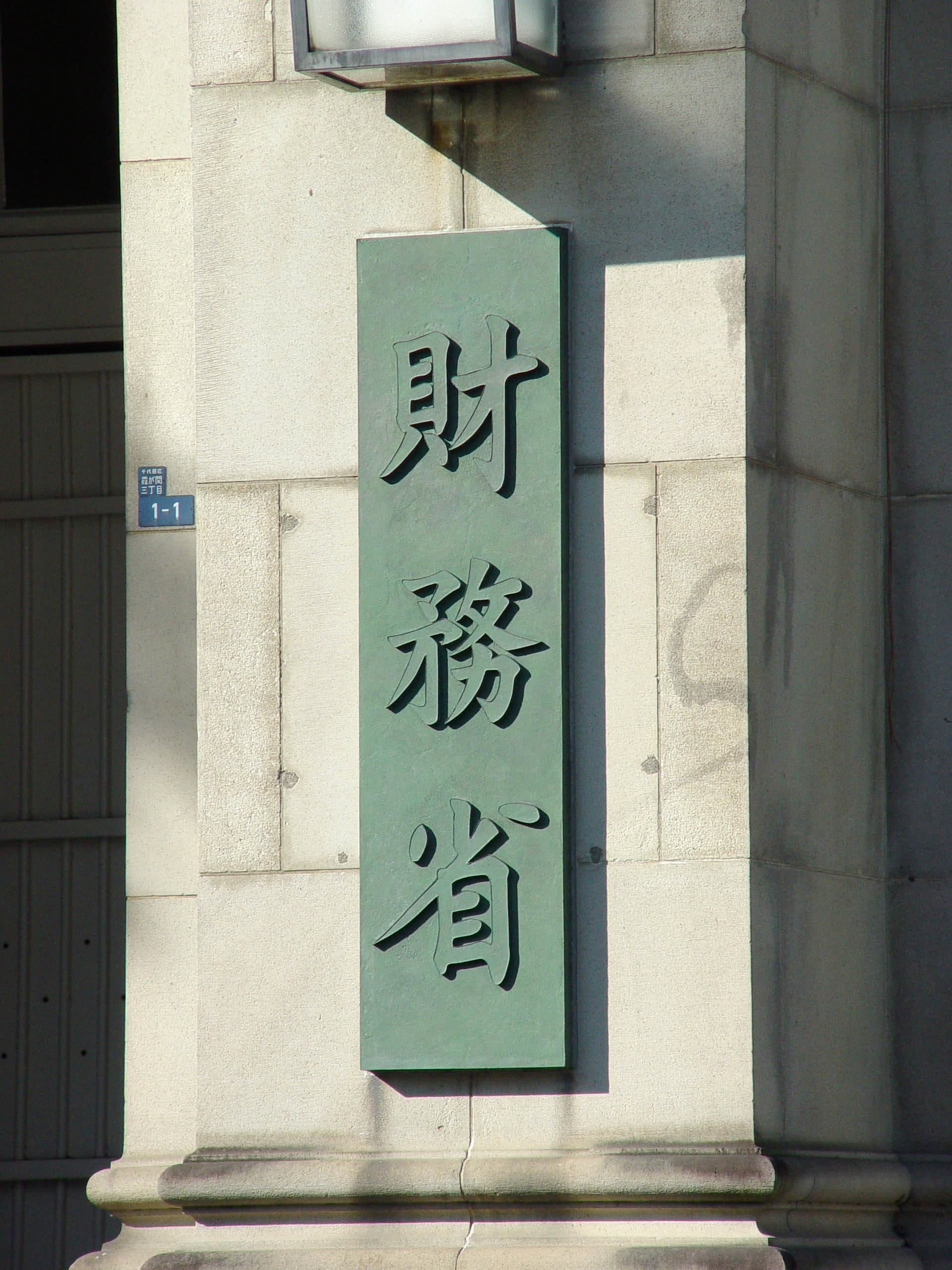
財務省位於大樓正門的牌匾

財務省（日语：／ Zaimu shō */?）是日本中央省廳之一，首長為財務大臣。前身為大藏省，2001年1月6日隨著中央省廳再編的實施而成立。國家的預算、税制、貨幣、國債等公共財政事宜都屬於其職權。
根據財務省設置法第3條，財務省任務為「確保健全的財政、實現適當且公平的課稅、妥善營運稅關業務、妥善管理國庫、維護對貨幣的信任及確保外匯的安定」。

## 概要
為達成財務省設置法第3條之任務，財務省主司國家預算、決算、會計、貨幣、租稅、日本國債、財政投融資、外匯、國有財產、酒類、菸類、鹽事業等相關事務。
2001年（平成13年）1月6日，依中央省廳等改革基本法，大藏省改編更名為財務省。金融行政則移交給內閣府新設外局金融廳。
財務省未編寫白皮書，但有出版由大臣官房文書課編輯、日經印刷販售的月刊《Finance》。大型金融機關在過去有專人負責保持與財務省的關係，並從財務省官僚中取得必要資訊，稱為「MOF擔」。省廳再編後，金融機關的監督官廳改為金融廳（Financial Services Agency），因此改稱為FSA擔當。

## 所掌事務
財務省設置法4條共列67號所掌事務。具體事項如下。

| - 國家預算、決算及會計（1、2號） - 預備費管理（3號） - 決算調整資金管理（4號） - 國稅稅收資金管理（5號） - 各省各廳預算執行的承認及認證（6號） - 各省各廳出納官吏及出納員的監督（7號） - 預算執行相關報告的收集、實地監查及指示（8號） - 各省各廳歲入收集及保管管理（第9號） - 物品及國家債權管理（10號） - 國家貸款管理（11號） - 政府相關機關的預算、決算及會計（12號） - 國家公務員旅費等報銷制度（13號） - 國家公務員共濟組合制度（14號） - 地方公共團體歲入及歲出相關事務（15號） - 租稅制度及租稅收入預估（16號） - 國內稅賦課及徵收（17號） - 稅理士（18號） - 酒稅、酒類業（19號） - 釀造技術開發研究並確保酒類品質及安全性（20號） | - 國稅廳職員職務相關犯罪取締（21號） - 印花稅票形式的企劃、立案及仿造取締（22號） - 關稅、噸位稅等（23、24號） - 依關稅法令對輸出入貨物、船舶、飛機及旅客的取締（25號） - 保稅制度的經營（26號） - 通關業、通關士（27號） - 國庫收支與國內資金運用調整（29號） - 國庫制度、貨幣制度（30號） - 國庫金出納、管理及運用（31號） - 國債（32號） - 國家債務負擔保證契約（33號） - 地方債（35號） - 貨幣、紙幣的發行及取締並對於類似紙幣證券及浮水印紙製造取締（36號） - 日本銀行券（37號） - 財政投融資（38、39號） - 政府相關金融機關（40號） - 地震再保險事業（41號） - 菸事業及鹽事業（42號） | - 國有財產（43號） - 普通財產管理及處分（44號） - 國家公務員宿舍（45號） - 廳舍等取得、處分相關計畫（第46號） - 外匯制度（47號） - 外匯市場資金（48號） - 國際收支調整（49號） - 黃金的政府買入及輸出入規範（50號） - 國際貨幣制度（51號） - 國際開發金融機關（52號） - 技術導入契約的締結等及對內直接投資等的管理、調整（53號） - 本國向海外的投融資（54號） - 金融破產處理制度與金融危機管理（55號） - 日本存款保險公司及農水産業協同組合存款保險公司（56號） - 保險契約者保護機構（57號） - 投資者保護基金（58號） - 日本銀行（59號） - 存款準備金比率（60號） - 金融機關利率調整（61號） |

## 組織
財務省內部組織由法律的財務省設置法、政令的財務省組織令與省令的財務省組織規則分層規定。

### 幹部
- 財務大臣（國家行政組織法第5條、法律第2條第2項）
- 財務副大臣（國家行政組織法第16條）（2人）
- 財務大臣政務官（國家行政組織法第17條）（2人）
- 財務大臣補佐官（國家行政組織法第17條之2） - （1人、非必要職務）
- 財務事務次官（日语：財務事務次官）（國家行政組織法第18條）
- 財務官（日语：財務官 (日本)）（法律第5條）
- 財務大臣秘書官（日语：秘書官）

### 內部部局
- 大臣官房（政令第2條）
  - 秘書課（政令第13條）
  - 文書課
  - 會計課
  - 地方課
  - 綜合政策課
  - 政策金融課
  - 信用機構課
  - 厚生管理官
- 主計局
  - 總務課（政令第22條）
  - 司計課
  - 法規課
  - 給與共濟課
  - 調查課
  - 主計官（日语：主計官）(11人)
  - 主計監查官
- 主稅局
  - 總務課（政令第30條）
  - 調查課
  - 稅制第一課
  - 稅制第二課
  - 稅制第三課
  - 參事官
- 關稅局
  - 總務課（政令第37條）
  - 管理課
  - 關稅課
  - 監視課
  - 業務課
  - 調查課
- 理財局（日语：理財局）
  - 總務課（政令第45條）
  - 國庫課
  - 國債企劃課
  - 國債業務課
  - 財政投融資總括課
  - 國有財產企劃課
  - 國有財產調整課
  - 國有財產業務課
  - 管理課
  - 計畫官（2人）
- 國際局（日语：財務省国際局）
  - 總務課（政令第56條）
  - 調查課
  - 國際機構課
  - 地域協力課
  - 為替市場課
  - 開發政策課
  - 開發機關課

### 審議會等
- 財政制度等審議會（法律第6條第1項）
- 關稅、外匯等審議會（法律第6條第1項）
- 關稅等不服審查會（政令第65條）

### 設施等機關
- 財務綜合政策研究所（政令第66條）
- 會計中心
- 關稅中央分析所
- 關稅研修所

### 地方支分部局
財務省的地方支分部局分為財務局與稅關、沖繩地區稅關三種（法律第12條）。沖繩縣的財務局業務由內閣府沖繩綜合事務局財務部處理。
- 財務局
  - 財務支局（法律第14條）
  - 財務事務所（法律第15條）
    - 出張所
- 稅關
  - 支署（法律第17條）
  - 出張所
  - 監視署
- 沖繩地區稅關
  - 支署（法律第17條）
  - 出張所
  - 監視署

#### 財務局
- 北海道財務局（政令第80條）
- 東北財務局
- 關東財務局
- 北陸財務局
- 東海財務局
- 近畿財務局
- 中國財務局
- 四國財務局
- 九州財務局
  - 福岡財務支局

#### 稅關
- 函館稅關（政令第84條）
- 東京稅關
- 橫濱稅關
- 名古屋稅關
- 大阪稅關
- 神戶稅關
- 門司稅關
- 長崎稅關

### 外局
- 國稅廳（國家行政組織法、法律第18條）
  - 國稅審議會（法律第21條）
  - 國稅不服審判所（日语：国税不服審判所）（法律第22條）
  - 國稅局（日语：国税局）（法律第23條第1項）
  - 沖繩國稅事務所（日语：沖縄国税事務所）（法律第23條第2項）

## 所管法人
2017年4月1日財務省主管之獨立行政法人有獨立行政法人酒類綜合研究所、獨立行政法人造幣局及獨立行政法人國立印刷局三法人，另與農林水產省共管獨立行政法人農林漁業信用基金，與國土交通省共管獨立行政法人住宅金融支援機構，與外務省共管國際協力機構。造幣局與國立印刷局屬於行政執行法人（舊特定獨立行政法人），職員具有國家公務員身分。
財務省過去主管的獨立行政法人日本萬國博覽會紀念機構已於2014年4月1日解散，公園事業與基金事業分別由大阪府與公益社團法人關西、大阪21世紀協會繼承。
2018年4月1日財務省主管之特殊法人有日本煙草產業株式會社、株式會社日本政策金融公庫、株式會社日本政策投資銀行、輸出入、港灣關連情報處理中心株式會社與株式會社國際協力銀行等五法人。全部都是以株式會社形態設立的特殊會社。
2018年4月1日財務省主管之特別法律設立民間法人（特別民間法人）有日本稅理士會聯合會。
財務省主管之認可法人有日本銀行，日本存款保險公司與銀行等保有股份取得機構兩法人是與金融廳共管，農水產業協同組合存款保險機構是與農林水產省共管。

## 財政
2018年度（平成30年度）一般會計預算之財務省所管歲出預算為25兆5256億9418萬9千日圓。其中財務本省為24兆6603億7707萬8千日圓，佔全體約96.6%，而財務局則為591億6845萬7千日圓，稅關1035億166萬9千日圓，國稅廳7026億4698萬5千日圓。本省預算中有23兆3019億6402萬7千日圓為國債費。
由於主掌國內稅徴收與國債發行、國有財產管理等國家歲歳入事務，財務省的歲入預算達95兆5578億6644萬4千日圓，佔國家整體歲入預算約98%。其中「租稅及印紙收入」59兆79億日圓、「公債金」33兆6922億日圓、雜項收入（大多為外匯資金特別會計受入金）1兆7547億5130萬6千日圓。
財務省管理的特別會計有地震再保險特別會計、國債整理基金特別会計及外匯資金特別會計，並與內閣府共管交付稅及讓與稅配付金特別會計，與國土交通省共管財政投融資特別會計。另外，國會、裁判所、會計檢査院、內閣、內閣府、復興廳、總務省、法務省、外務省、財務省、文部科學省、厚生勞動省、農林水產省、經濟產業省、國土交通省、環境省及防衛省共管東日本大震災復興特別會計。

## 職員
2017年7月1日的財務省一般職在職人數有6萬9,288人（其中女性1萬4,468人），分別為本省（含稅關、財務局）1萬5,206人（3,064人）、國稅廳5萬4,082人（1萬1,404人）。
行政機關職員定員令所定訂的國土交通省員額，含特別職1人在內共有7萬1681人（平成30年9月30日以前為7萬1679人）。本省與各外局的員額依省令的財務省定員規則規定，本省為1萬5977人（平成30年9月30日以前為1萬6005人）、國稅廳5萬5674人。
2018年度一般會計預算的預算員額為特別職7人、一般職7萬1236人，共計7萬1243人。其中，財務本省為1775人，財務局為4407人，稅關為9387人，國稅廳為5萬5790人。俸給方面，適用稅務職俸給表的人數最多，達5萬4,135人，接著是適用行政職俸給表(一)的1萬5941人。各稅關因有任用船舶職員，適用海事職俸給表(一）的有35人，適用海事職俸給表(二)的有104人。另外，財務本省與國稅局的診療所有醫療從事者，適用醫療職俸給表(一)的人員有27人，醫療職俸給表(二)的人員有25人，醫療職俸給表(三)的人員有53人。
職員的採用主要以國家公務員採用綜合職試験（研究所畢業者試驗）、國家公務員採用綜合職試験（大學畢業程度試驗）、國家公務員採用一般職試驗（大學畢業程度試驗）、國家公務員採用一般職試験（高中畢業程度試驗）、財務專門官採用試驗、國稅專門官採用試験及稅務職員採用試驗等人事院主辦之國家考試為主。
財務省職員的一般職職員是非現業國家公務員，勞動基本權中的爭議權與團體協約締結權不受國家公務員法認可。由於具有團結權，職員可依國公法規定自由成立或加入勞動組合「職員團體」（國公法第108條之2第3項）。
2018年3月31日，人事院登錄的職員團體有21組聯合體、17組單一體、715個支部。人數達3萬1,495人、組織率53.6%。其職員團體的登錄數、組織人數都是日本行政機關（13府省廳2院）中最多。組織率也高於13府省2院平均的44.3%。
現在的主要職員團體有財務省本省的財務省職員組合（財務職組），財務局的全財務勞動組合（全財務）、稅關的日本稅關勞動組合（稅關勞組）與全國稅關勞動組合（全稅關）、國稅廳的國稅勞動組合總聯合（國稅勞組）及全國稅勞動組合（全國稅）。財務職組、全財務、稅關勞組與國稅勞組是連合的國公連合加盟成員。另外，國立印刷局的全印刷、造幣局的全造幣、酒類總研勞組與日本菸草的全菸草勞組皆為全大藏勞動組合連絡協議會（全大藏勞連）。全稅關與全國稅還是全勞連旗下的國公勞連加盟成員。

## 幹部
現任一般職幹部如下。
- 事務次官：岡本薫明（日语：岡本薫明）
- 財務官：武内良樹
- 大臣官房長：茶谷榮治
- 總括審議官：神田眞人
- 主計局長：太田充（日语：太田充）
- 主稅局長：矢野康治
- 關稅局長：中江元哉
- 理財局長：可部哲生（日语：可部哲生）
- 國際局長：岡村健司
- 國稅廳長官：星野次彦

財務事務次官多由主計局長昇任，但也有國稅廳長官與主稅局長昇任的案例。2000年6月武藤敏郎就任次官以後，持續由主計局長升任至2016年6月主稅局長佐藤慎一就任次官為止。這是自1999年7月薄井信明以後睽違17年由非主計局長昇任，也是1981年6月高橋元以來睽違35年再由主稅局長昇任。

## 財務省廳舍
財務省廳舍是昭和戰前興建的六層樓建築。1934年動工，中途因戰爭暫停，1943年完工。第二次世界大戰後被GHQ接收至1955年（這段期間財務省利用舊新宿區立四谷第三小學校做為四谷臨時廳舍）。
由於建築老化，未達到官公廳的耐震標準，2007年政府專家會議（後述）以國有財產有效活用的觀點，提議財務省廳舍與中央合同廳舍第4號館合建成一棟高層大樓合同廳舍。原初計畫在2014年改建，總工費約577億日圓，但由於2011年當時為確保東日本大震災復興費用而研擬10兆日圓的大型增稅，考慮民眾情感而暫緩改建案，改為進行耐震化工程。

## 與民間的關係
舊日本政策投資銀行與舊日本開發銀行的總裁一職是舊大藏省事務次官的指定席，因此飽受人事安插的批評。日本政策投資銀行成立後的2007年，由前伊藤忠商事社長室伏稔出任社長，從此社長改由民間人士出任或內部提拔。然而，日本政策金融公庫與國際協力銀行近年仍由財務省退休者擔任總裁。

## 醜聞

### 文件竄改問題
2018年3月2日，朝日新聞刊登財務省的土地交易相關文件有前後不一致的狀況，「疑似（森友學園）問題爆發後遭到改寫」。12日財務省完成內部調查後對國會報告。財務大臣麻生太郎也對媒體表示「部分理財局職員改寫」，並表示最終責任者是當時擔任理財局長的前國稅廳長官佐川宣壽。

### 要求串供
2018年4月9日的參議院決算委員會，財務省承認向森友學園要求「串供」，理財局長太田充對此謝罪。

### 隱匿文書
2018年5月23日的眾院預算委員會理事懇談會中，財務省承認隱匿與森友學園的交涉紀錄。公開資料雖然包含了將近1000頁的交涉紀錄與約3000頁的批准文件，卻少了2014年4月28日兩方的會議紀錄，決定重新調查。